# Francesco Griselini
Francesco Griselini (n. 12 august 1717, Veneția - d. 1787, Milano) a fost un savant italian născut în 1717 la Veneția, fiu al lui Marco, vopsitor și țesător de stofe de mătase și Elisabetta Sperafigo, dintr-o familie milaneză de comercianți de mătase.
Activitatea sa s-a desfășurat în mai multe domenii precum cel al științelor naturale, cartografie, istorie, literatură, etc.
În 1774 Griselini pornește într-o lungă călătorie în Banatul Timișoarei pentru a studia acest ținut și oamenii săi.
În urma celor 2 ani și jumătate petrecuți aici, Griselini publică o lucrare complexă "Încercare de istorie politică și naturală a Banatului Timișoarei" în care descrie amănunțit atât istoria și configurația politică și economico-socială a Banatului dar și a bănățenilor și a obiceiurilor lor.
Ultimii ani din viață i-au fost afectați de o boală psihică. A murit într-un spital din Milano.

## Opera
- Franz Griselini: Versuch einer politischen und natürlichen Geschichte des temeswarer Banats in Briefen an Standespersonen und Gelehrte, Erster Theil, Wien 1780;
- Franz Griselini: Versuch einer politischen und natürlichen Geschichte des temeswarer Banats in Briefen an Standespersonen und Gelehrte, Zweyter Theil, Wien 1780;
- Francisc Griselini: Istoria Banatului timișan, Traducere în română de Nicolae Bolocan, București, 1926;
- Încercare de istorie politică și naturală a Banatului Timișoarei, Editura „Facla”, Timișoara, 1984.

## Memoria
O stradă din Timișoara și una din Moldova Nouă îi poartă numele.